# 판타시온 리조트
판타시온 리조트는 물놀이 시설이다. 이곳은 대규모 콘도와 워터파크를 갖춘 리조트로 2008년에 개장하였으나, 얼마되지 않아 부도처리되었다. 
이후 2011년에 워터파크라도 잠깐이나 재개장하였으나, 이마저도 얼마 지나지 않아 또 다시 부도처리되었다. 이후 경매를 추진하였으나 유찰이 거듭되었고, 그러는 동안 지역의 흉물로 전락하였다. 최근 사업 재추진을 위해 정상화를 시도중이나, 소유권측과 유치권측의 대립으로 이는 미뤄질 가능성이 높다.